# Euphilotes ancilla
Euphilotes ancilla är en fjärilsart som beskrevs av Barnes och Mcdunnough 1918. Euphilotes ancilla ingår i släktet Euphilotes och familjen juvelvingar. Inga underarter finns listade i Catalogue of Life.